# نائب رئيس المجلس التنفيذي للدولة الأيرلندية الحرة
نائب رئيس المجلس التنفيذي (بالأيرلندية: Leas-Uachtarán na hArd-Chomhairle) كان نائب رئيس وزراء الدولة الأيرلندية الحرة 1922–37، وثاني أهم عضو في المجلس التنفيذي (مجلس الوزراء). يعين الحاكم العام رسميًا نائب الرئيس بناءً على ترشيح رئيس المجلس التنفيذ، ولكن بموجب الاتفاقية مع بريطانيا لا يمكن للحاكم العام رفض تعيين نائب للرئيس يختاره الرئيس.
تأسس منصي نائب رئيس المجلس التنفيذي مع إنشاء الدولة الحرة في عام 1922. وبموجب المادة 53 من دستور الدولة الحرة، كان دور نائب الرئيس هو خلف الرئيس في جميع أعماله حتى يعيين رئيس جديد له في حالة وفاته أو استقالته أو عجزه الدائم. كان نائب الرئيس يشغل أيضًا حقيبة وزارية ثانية. كما كان الحال مع جميع الوزراء الآخرين، كان لا بد من إقالة المجلس التنفيذي بأكمله إذا أراد الرئيس إقالة نائب الرئيس.
في حين أن وزارة ديل إيرين (1919–22) لم يكن لديها في البداية نائب الرئيس ولكن عندما سافر رئيس ديل إيرين إيمون دي فاليرا إلى الولايات المتحدة في يونيو 1919 طلب بتعيين آرثر جريفيث نائبًا له. عندما دخل الدستور الأيرلندي الجديد حيز التنفيذ في عام 1937 استبدل منصب نائب رئيس المجلس التنفيذي بمنصب تانيست.

## القائمة
| الاسم                                | الصورة | الفترة        | الفترة         | الحزب               | مناصب وزارية أخرى شغلها أثناء وجوده في المنصب              |
| ------------------------------------ | ------ | ------------- | -------------- | ------------------- | ---------------------------------------------------------- |
| Kevin O'Higgins                      |        | 6 ديسمبر 1922 | 10 يوليو 1927  | Cumann na nGaedheal | Minister for Justice ‏ (1922–27)                            |
| Ernest Blythe                        |        | 14 يوليو 1927 | 9 مارس 1932    | Cumann na nGaedheal | Minister for Posts and Telegraphs (1927–32)                |
| شون ت أوكيلي                         |        | 9 مارس 1932   | 29 ديسمبر 1937 | فيانا فايل          | Minister for Local Government and Public Health ‏ (1932–37) |
| استبدل المنصب بتانيست في ديسمبر 1937 |        |               |                |                     |                                                            |